# Finketorp

Finketorp är en gård i Hogstads socken, Mjölby kommun, Östergötlands län. Gården bestod av 1 mantal.